# Lenartov
Lenartov est un village de Slovaquie situé dans la région de Prešov.

## Histoire
Première mention écrite du village en 1543.

## Démographie

### Évolution de la population
| Année:               | 1994. | 2004.    | 2014.    | 2024. |
| -------------------- | ----- | -------- | -------- | ----- |
| Nombre de personnes: | 786   | 984      | 1100     | 1232  |
| Différence:          |       | +25,19 % | +11,78 % | +12 % |

| Année:               | 2023. | 2024.   |
| -------------------- | ----- | ------- |
| Nombre de personnes: | 1217  | 1232    |
| Différence:          |       | +1,23 % |